# 李约翰
李约翰（1911年3月9日—1988年8月27日），又名雅雅·达尼尔·达尔玛（Jahja Daniel Dharma），印度尼西亚华裔海军少将，首位华裔印度尼西亚民族英雄，基督教徒。

## 生平
1911年3月9日出生于万鸦老，原名李正泉（Lie Tjeng Tjoan），父亲李开泰（Lie Kae Tae）开办运输存储公司，母亲名为黄贞女娘（Oei Tjeng Nie Nio）。
早年当船员，1945年，投身印尼独立运动并加入海军，多次在马六甲海峡攻破荷兰殖民者防线运送丹药。1957年，平定苏门答腊、苏拉威西叛乱，此后担任印度尼西亚海军陆战队第17部队和第25部队首长。1960年，升任海军司令、授海军少将军衔。李约翰在1988年8月27日逝世，安葬在雅加达卡利巴达烈士公墓，对于他的功勋和奉献，在1995年11月10日苏哈托总统授予一等伟大儿女星形勋章（Bintang Mahaputera Utama）。